# Bracha
 (mai 2021).
Bracha (en hébreu : ברכה berakha ou brakha « bénédiction ») est un prénom féminin d'origine hébraïque porté notamment par : 
- Bracha Ettinger (1948- ), artiste peintre, philosophe et psychanalyste israélienne ;
- Bracha Qafih (1922-2013), rabbanit israélienne ;
- Bracha Tzfira (1910-1990), chanteuse israélienne ;
- Bracha van Doesburgh (1981- ), actrice néerlandaise.